# Iomys sipora
Iomys sipora är en däggdjursart som beskrevs av Frederick Nutter Chasen och Cecil Boden Kloss 1928. Iomys sipora ingår i släktet Iomys, och familjen ekorrar. IUCN kategoriserar arten globalt som starkt hotad. Inga underarter finns listade.
Arten förekommer på två av Mentawaiöarna sydväst om Sumatra. Den når där 500 meter över havet. Habitatet utgörs av ursprungliga skogar.